# Marcel Nguyen
Marcel Nguyen, nome completo Marcel Van Minh Phuc Long Nguyen (Monaco di Baviera, 8 settembre 1987), è un ginnasta tedesco. La sua principale disciplina sono le parallele simmetriche anche se come ginnasta è abbastanza completo in tutti gli attrezzi.
Dal 2007, dopo essersi diplomato al liceo, entra a far parte del gruppo sportivo delle forze armate.

## Carriera

### Gli inizi
Inizia a praticare ginnastica artistica alla tenera età di quattro anni. A sette anni entra a far parte del TSV Unterhaching e nel 1995 inizia ad allenarsi presso il Centro di Formazione Regionale a Monaco di Baviera. Nel 1997, Nguyen viene allenato da Andreas Hirsch e Jens Milbradt.
Nel 2002 entra nella squadra nazionale junior. Due anni dopo vince il titolo nazionale junior alle parallele simmetriche. Nel 2005, al suo primo anno da senior, partecipa ai Campionati Mondiali di Melbourne, dove si posiziona al sedicesimo posto alle parallele. Dopo il Mondiale, Marcel trascorre un anno al collegio sportivo di Stoccarda dove si prepara, insieme agli allenatori Anatoli Jarmovski e Klaus Nigl, per i Mondiali di Aarhus del 2006.
Ai Mondiali di Stoccarda del 2007 vince la medaglia di bronzo con la squadra tedesca.

### 2012: Pre-Olimpiadi
Dal 23 al 27 maggio partecipa ai Campionati Europei di Montpellier dove si qualifica per le finali agli anelli e alle parallele simmetriche. Nelle finali di specialità, con 15.000 punti si posiziona sesto agli anelli e, con 15.766, vince la medaglia d'oro alle parallele.

#### Olimpiadi di Londra
Il 28 luglio, con la giornata di qualificazione maschile, inizia la sua avventura olimpica. Compete in tutti e sei gli attrezzi e contribuisce a far qualificare la squadra tedesca al quarto posto, con un complessivo di 270.888, dietro la terza classificata di un decimo circa (272.420). Individualmente svolge dei buonissimi esercizi al volteggio (15.900), alle parallele simmetriche (15.525) e al corpo libero (15.433) dove si qualifica per la finale rispettivamente al quinto e settimo posto.
Il 30 luglio compete in cinque attrezzi per la finale a squadre. Con degli altissimi punteggi, 15.333 al corpo libero, 15.133 agli anelli, 15.833 al volteggio, 15.500 alle parallele e 15.133 alla sbarra, si posiziona al settimo posto insieme alla squadra tedesca.
Il 1º agosto, con delle ottime prestazioni al corpo libero (15.300), cavallo con maniglie (13.666), anelli (15.366), volteggio (15.666), parallele simmetriche (15.833) e sbarra (15.200) vince la medaglia d'argento nel concorso generale individuale, dietro solo al tre volte campione mondiale Kōhei Uchimura (92.690). Vince la stessa medaglia nella finale alle parallele simmetriche, con un punteggio di 15.800.

### 2014: L'infortunio
A un mese dai Mondiali di Nanning, durante l'uscita del suo esercizio agli anelli, Marcel si infortuna al ginocchio.